# Liste von Ethnologen
Diese nach Familiennamen sortierte Liste von Ethnologen beinhaltet anerkannte Ethnologinnen und Ethnologen (Völkerkundler) sowie weitere Fachwissenschafter, die Bedeutendes beigetragen haben zur Ethnologie (Fachbereich der Anthropologie, der Wissenschaft vom Menschen). Die Berufs- oder Tätigkeitsbezeichnung für Ethnologen ist nicht einheitlich, früher wurden sie teils Ethnographen genannt („Völkerbeschreiber“). International ist auch die Bezeichnung als Sozialanthropologen oder verallgemeinernd als Anthropologen üblich, in den USA werden sie als Kulturanthropologen bezeichnet, worunter in Europa allerdings Volkskundler verstanden werden (Europäische Ethnologie).
Siehe auch:
- Personengeschichte der Ethnologie
- Listen: Orientalisten – Arabisten · Afrikaforscher – Südseeforscher · Europäische Entdecker Australiens – Entdecker
- Kategorien: Ethnologe + Ethnograph + Musikethnologe + Ethnobotaniker + Anthropologe + Afrikaforscher + Orientalist + Volkskundler
- Commons: ethnologists – Sammlung von Bildern, Videos und Audiodateien  Themenliste: Aufrufzahlen von Biografien – meistgelesene Ethnologen-Artikel
  Themenliste: Exzellente Biografien & Neueste – ausgezeichnete Ethnologen-Artikel
 Portal: Ethnologie – gesammelte Wikipedia-Inhalte zur Völkerkunde

## A
- Esko Aaltonen (1893–1966)
- Guillermo Abadía Morales (1912–2010)
- Bel Abbey (1916–1992)
- André Adam (1911–1991)
- Leonhard Adam (1891–1960)
- Michel Adanson (1727–1806)
- Edwin Tappan Adney (1868–1950)
- Alexander Wassiljewitsch Adrianow (1854–1920)
- Nikolai Nikolajewitsch Agapitow (1840–1900)
- Wiebke Ahrndt (* 1963)
- Samuel Ekpe Akpabot (1932–2000)
- Ricardo Alegría (1921–2011)
- Hartley Burr Alexander (1873–1939)
- Igor Alexandrowitsch Alimow (* 1964)
- Miguel Vale de Almeida (* 1960)
- Selma Al-Radi (1939–2010)
- Joan Amades (1890–1959)
- Hermann Amborn (1933–2024)
- Helga Amesberger (* 1960)
- Ferdinand Anders (1930–2023)
- Atholl John Anderson (* 1943)
- Walter Anderson (1885–1962)
- Bernhard Ankermann (1859–1943)
- Hedwig Anneler (1888–1969)
- Andrei Wiktorowitsch Anochin (1869–1931)
- Christoph Antweiler (* 1956)
- Dmitri Nikolajewitsch Anutschin (1843–1923)
- Wassili Iwanowitsch Anutschin (1875–1941)
- Arjun Appadurai (* 1949)
- Reina Torres de Araúz (1932–1982)
- Saddeka Arebi (?–2007)
- Begoña Aretxaga (1960–2002)
- Isabel Aretz (1909–2005)
- Ella Sophia Armitage (1841–1931)
- Paul Arndt (SVD) (1886–1962)
- Gottfried August Arndt (1748–1819)
- Eduard Arning (1855–1936)
- Mohamed Askari (* 1943)
- Scott Atran (* 1952)
- Christoph Auerböck (* 1954)
- Marc Augé (1935–2023)
- Christoph Antweiler (* 1956)
- Eva-Maria Auch (* 1955)
- Julija Pawlowna Awerkijewa (1907–1980)

## B
- Jan van Baal (1909–1992)
- Johann Jakob Bachofen (1815–1887)
- Arthur Baessler (1857–1907)
- John Baily (* 1943)
- Charles Baissac (1831–1892)
- Georges Balandier (1920–2016)
- Herbert Baldus (1899–1970)
- Asen Balikci (1929–2019)
- Hubert Howe Bancroft (1832–1918)
- Jette Bang (1914–1964)
- Marius Barbeau (1883–1969)
- Thomas Bargatzky (* 1946)
- Nigel Barley (* 1947)
- Donald Barnett (1930–1975)
- Fredrik Barth (1928–2016)

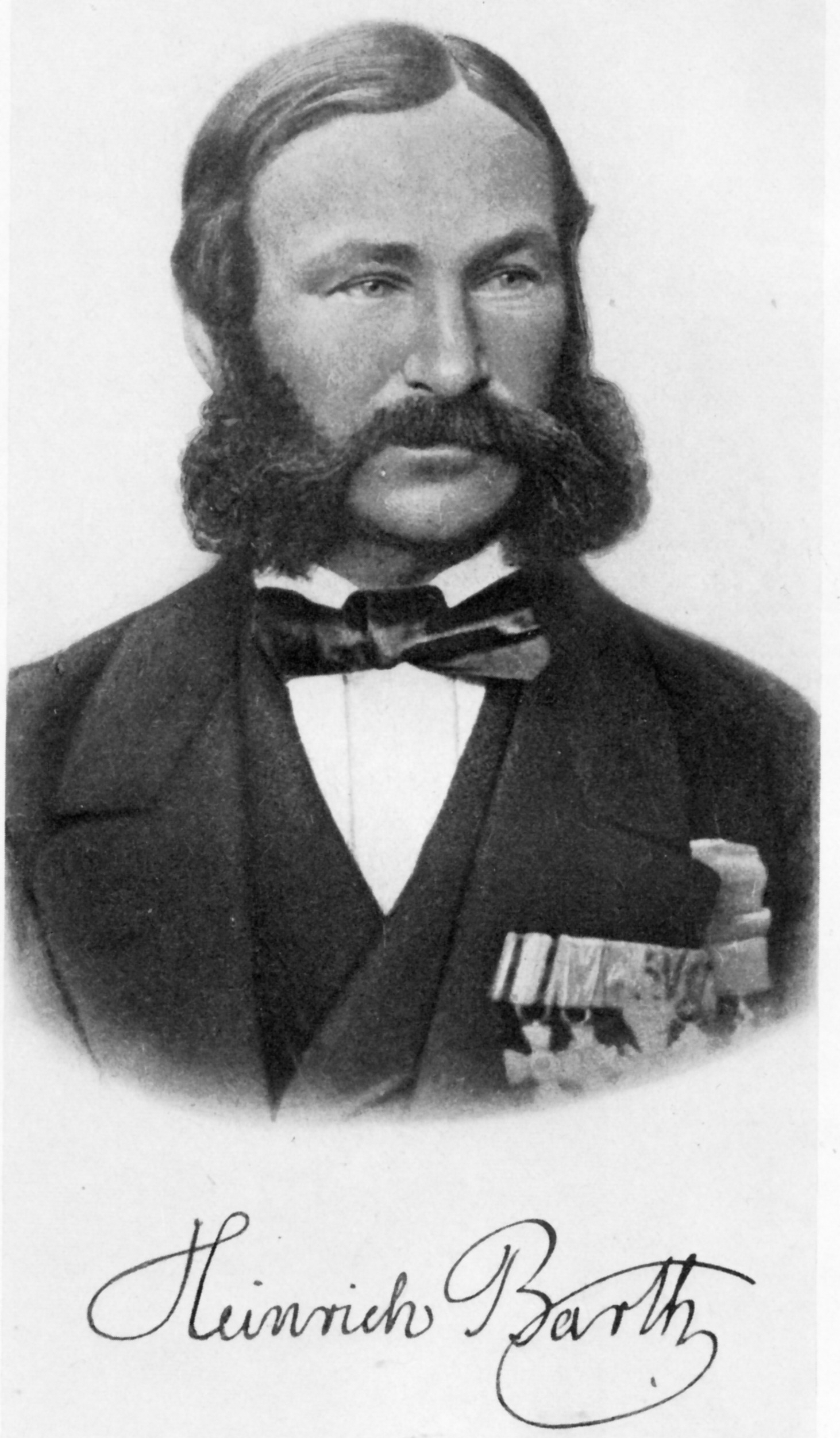
Johann Heinrich Barth (1821 in Hamburg; 1865 in Berlin), deutscher Afrikaforscher, Historiker, Geograph und Philologe

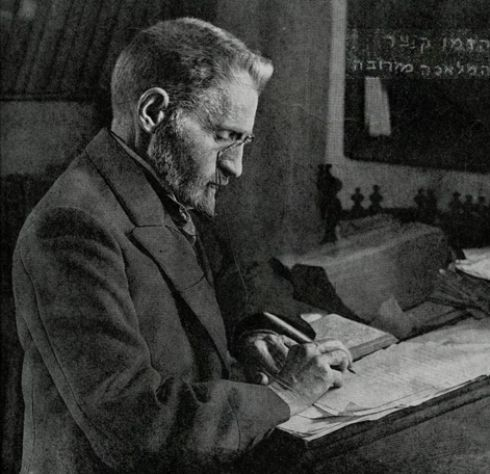
Eliezer Ben-Jehuda (1858 im Russischen Kaiserreich; 1922 in Jerusalem), russisch-jüdischer Journalist und Autor des ersten modernen hebräischen Wörterbuchs

- Heinrich Barth (1821–1865), deutscher Afrikaforscher
- Thomas S. Barthel (1923–1997)
- Diane Barwick (1938–1986)
- Adolf Bastian (1826–1905)
- Roger Bastide (1898–1974)
- Daisy Bates (1859–1951)
- Gregory Bateson (1904–1980)
- Cezaria Anna Baudouin de Courtenay-Ehrenkreutz-Jędrzejewiczowa (1885–1967)
- Hermann Baumann (1902–1972)
- Max Peter Baumann (* 1944)
- Oskar Baumann (1864–1899)
- Cynthia M. Beall (* 1949)
- Stefan Beck (1960–2015)
- Peter-René Becker (* 1949)
- Etta Becker-Donner (1911–1975)
- Martha Warren Beckwith (1871–1959)
- Bettina Beer (* 1966)
- Ruth Behar (* 1956)
- Heike Behrend (* 1947)
- Charles Tilstone Beke (1800–1874)
- Genevieve Bell (1968/69)
- Jelica Belović-Bernardzikowska (1870–1946)
- Franz von Benda-Beckmann (1941–2013)
- Wolfgang Bender (* 1946)
- Regina Bendix (1958)
- Ruth Benedict (1887–1948)
- Wendell Clark Bennett (1905–1953)
- Veronika Bennholdt-Thomsen (* 1944)
- Janet Bennion (* 1964)
- Gintaras Beresnevičius (1961–2006)
- Heinrich Berlin Neubart (Enrique Berlín) (1915–1988)
- Paul F. Berliner (* 1946)
- Emmy Bernatzik (1904–1977)
- Hugo Adolf Bernatzik (1897–1953)
- Catherine Helen Berndt (1918–1994)
- Ronald Murray Berndt (1916–1990)
- Sabin Berthelot (1794–1880)
- Friedrich Julius Bieber (1873–1924)
- Thomas Bierschenk (* 1951)
- Ray Birdwhistell (1918–1994)
- Kaj Birket-Smith (1893–1977)
- Tore Bjørgo (* 1958)
- Sue Black (* 1961)
- Gisela Bleibtreu-Ehrenberg (1929–2025)
- Robert Bleichsteiner (1891–1954)
- Frank Bliss (* 1956)
- Maurice Bloch (* 1939)
- Martin Block (1891–1972)
- Heinrich Blochmann (1838–1878)
- Franz Boas (1858–1942)
- Johannes Böhm (1485–1535)
- Wladimir Germanowitsch Bogoras (1865–1936)
- Natalia Bolívar (1934–2023)
- Johann Bollig (1821–1895)
- Michael Bollig (* 1961)
- Charlotte Booth (* 1975)
- Caroline Bond Day (1889–1948)
- Arnd Adje Both (* 1971)
- Walter Böttger (1925–1975)
- Pierre Bourdieu (1930–2002)
- John Gregory Bourke (1843–1896)
- Ursula Graham Bower (1914–1988)
- Erhard Brandl (1923–1974)
- Martin Brauen (* 1948)
- Anita Brenner (1905–1974)
- Lucas Bridges (1874–1949)
- William Tufts Brigham (1841–1926)
- Peter Heinrich Brincker (1836–1904)
- Alice Mossie Brues (1913–2007)
- Elizabeth Brumfiel (1945–2012)
- Alfred Thomas Bryant (1865–1953)
- Alfred Bühler (1900–1981)
- Kristin Bühler-Oppenheim (1915–1984)
- Wiktor Walerianowitsch Bunak (1891–1979)
- Ruth Bunzel (1898–1990)
- Kenelm Burridge (1922–2019)
- Georg Buschan (1863–1942)
- Kofi Abrefa Busia (1913–1978)

## C
- Lydia Cabrera (1899–1991)
- Cai Yuanpei (1868–1940)
- Roswith Capesius (1929–1984)
- Ruth Cardoso (1930–2008)
- Robert L. Carneiro (1927–2020)

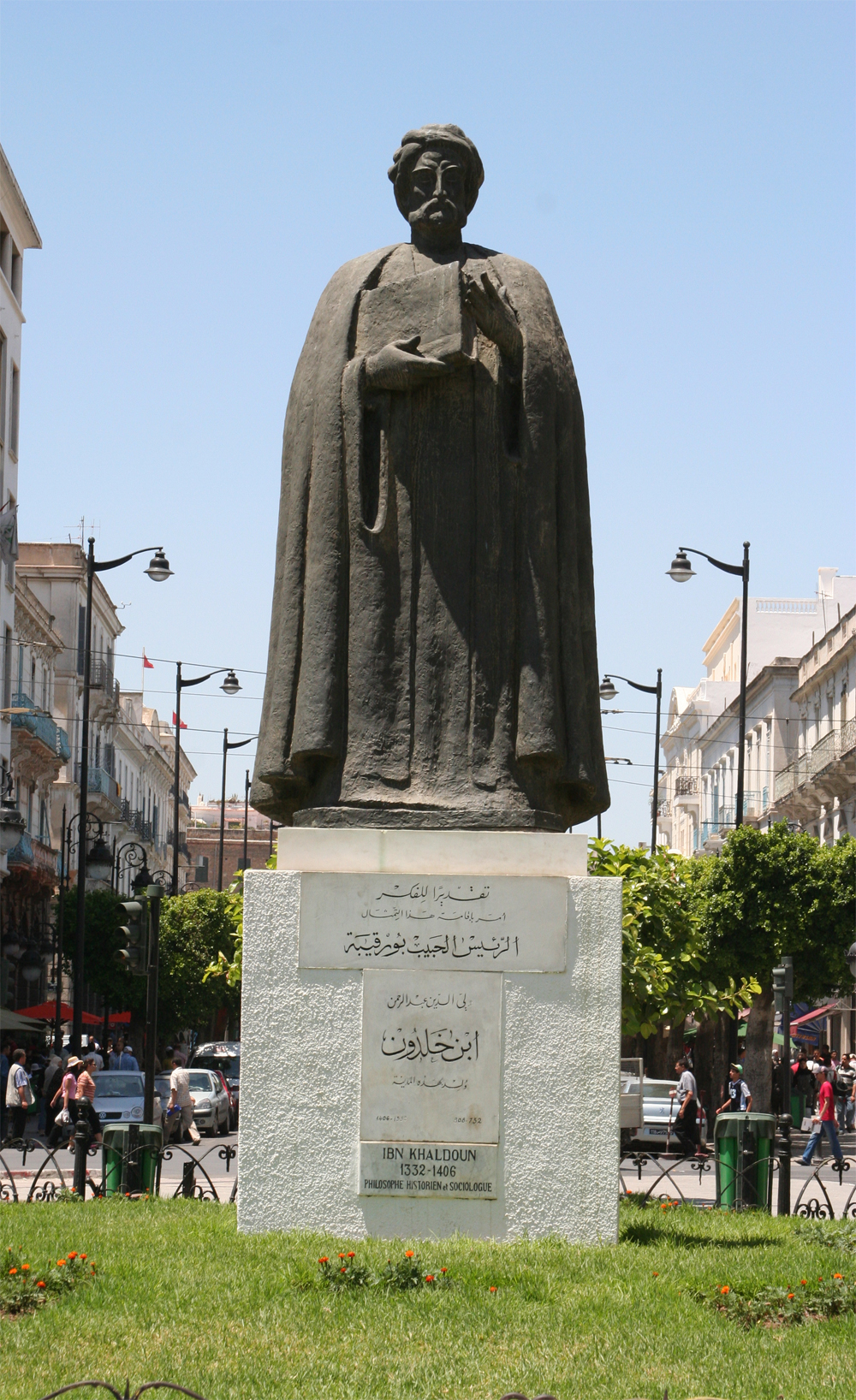
Ibn Chaldūn (1332 in Tunis; 1406 in Kairo), islamischer Historiker und Politiker

- Johann Benedict Carpzov II. (1639–1699)
- Abbé Carré (1640–…)
- Bartolomé de Las Casas (1484–1566)
- Carlos Castaneda (1925–1998)
- Matthias Alexander Castrén (1813–1852)
- Yeda Pessoa de Castro (* 20. Jahrhundert)
- George Catlin (1796–1872)
- Ruth Cernea (1934–2009)
- Napoleon Chagnon (1938–2019)
- Ibn Chaldūn (1332–1406), islamischer Historiker und Politiker
- Matwei Nikolajewitsch Changalow (1858–1918)
- Anne Chapman (1922–2010)
- Bernhard Chiari (* 1965)
- Isac Chiva (1925–2012)
- Henry Christy (1810–1865)
- Ward Churchill (* 1947)
- Pierre Clastres (1934–1977)
- Caspar Clee (1553–1602)
- James Clifford (* 1945)
- Glynn Cochrane (?–?)
- Helen Codere (1917–2009)
- Robert Henry Codrington (1830–1922)
- Francisco Adolfo Coelho (1847–1919)
- Bill Cole (* 1937)
- Johnnetta Cole (* 1936)
- Jane Fishburne Collier (?–?)
- Mary-Russell Ferrell Colton (1889–1971)
- Georges Condominas (1921–2011)
- John Montgomery Cooper (1881–1949)
- Camille-Aimé Coquilhat (1853–1891)
- Mariza Corrêa (1945–2016)
- Armando Cortes-Rodrigues (1891–1971)
- Gudrun Corvinus (1931–2006)
- Miguel Covarrubias (1904–1957)
- Vincent Crapanzano (* 1939)
- John Crawfurd (1783–1868)
- Jeanne Cuisinier (1890–1964)
- Heinrich Cunow (1862–1936)
- Maud Cunnington (1869–1951)
- Natalie Curtis (1875–1921)
- Frank Hamilton Cushing (1857–1900)
- Jovan Cvijić (1865–1927)

## D
- Andrew Murray Dale (?–1919)
- Friedrich Dalsheim (1895–1936)
- Hans Damm (1895–1972)
- Veena Das (* 1945)
- Alfons M. Dauer (1921–2010)
- Christoph Daxelmüller (1948–2013)
- Raymond Decary (1891–1973)
- Joseph Marie Degérando (1772–1842)
- Otto Dempwolff (1871–1938)
- Gustav Denhardt (1856–1917)
- Frances Densmore (1867–1957)
- Charles Descantons de Montblanc (1833–1894)
- Philippe Descola (* 1949)
- Georges Devereux (1908–1985)
- Jorge Dias (1907–1973)
- Mamadou Diawara (* 1954)
- Adelaida G. de Díaz Ungría (1913–2003)
- Germaine Dieterlen (1903–1999)
- Karl-Heinz Dietzel (1893–1951)
- Hans-Dietrich Disselhoff (1899–1975)
- Hans Dietschy (1912–1991)
- Karl-Heinz Dietzel (1893–1951)
- Antoine Dim Delobsom (1897–1940)
- Hansjörg Dilger (* 1968)
- Debora Diniz (* 1970)
- Vilmos Diószegi (1923–1972)
- Adolf Dirr (1867–1930)
- Hans-Dietrich Disselhoff (1899–1975)
- Karl von Ditmar (1822–1892)
- Kunz Dittmer (1907–1969)
- Roland Burrage Dixon (1875–1934)
- Gregor Dobler (* 1971)
- Martin Dobrizhoffer (1718–1791)
- Kai Donner (1888–1935)
- Samuel Shaw Dornan (1871–1941)
- Walter Dostal (1928–2011)
- Mary Douglas (1921–2007)
- Dina Dreyfus (Dina Lévi-Strauss; 1911–1999)
- Heike Drotbohm (* 1971)
- Philip Drucker (1911–1982)
- Cora DuBois (1903–1991)
- Gertrude Duby-Blom (1901–1993)
- Hans Peter Duerr (* 1943)
- Louis Dumont (1911–1998)
- Alan Dundes (1934–2005)
- Prane Dunduliene (?–?)
- Alexander Alexandrowitsch Dunin-Gorkawitsch (Aleksandr Aleksandrovic Dunin-Gorkavic; 1854–1927)
- Anne E. Dünzelmann (* 1941)
- André Dupeyrat (1902–1982)
- Nancy Dupree (1927–2017)
- Eunice Ribeiro Durham (1932–2022)
- Émile Durkheim (1858–1917)
- Alicia Dussán (1920–2023)
- Richard Dybeck (1811–1877)
- Ursula Dyckerhoff (1930–2004)
- Karl Dyroff (1862–1938)

## E
- Wolfram Eberhard (1909–1989)
- Georg Eckert (1912–1974)
- Marion Eggert (* 1962)
- Billy Ehn (* 1946)
- Omar Rolf von Ehrenfels (1901–1980)
- Paul Ehrenreich (1855–1914)
- Christopher Ehret (1941–2025)
- Matthias Johann Eisen (1857–1934)
- Adolphus Peter Elkin (1891–1979)
- Alfred Burdon Ellis (1852–1894)
- Florence Hawley Ellis (1906–1991)
- Georg Elwert (1947–2005)
- Jeanette Erazo Heufelder (* 1964)
- Mario Erdheim (* 1940)
- Richard Erdoes (1912–2008)
- Eduard Erkes (1891–1958)
- Ivor Hugh Norman Evans (1886–1957)
- John Evans (1770–1799)
- Edward E. Evans-Pritchard (1902–1973)
- Walter Evans-Wentz (1878–1965)
- Erhard Eylmann (1860–1926)

## F
- Johannes Fabian (* 1937)
- David Fanshawe (1942–2010)
- Percy Fawcett (1867–1925)
- Christian Feest (* 1945)
- Fei Xiaotong (1910–2005)
- Hubert Fichte (1935–1986)
- Jerzy Ficowski (1924–2006)

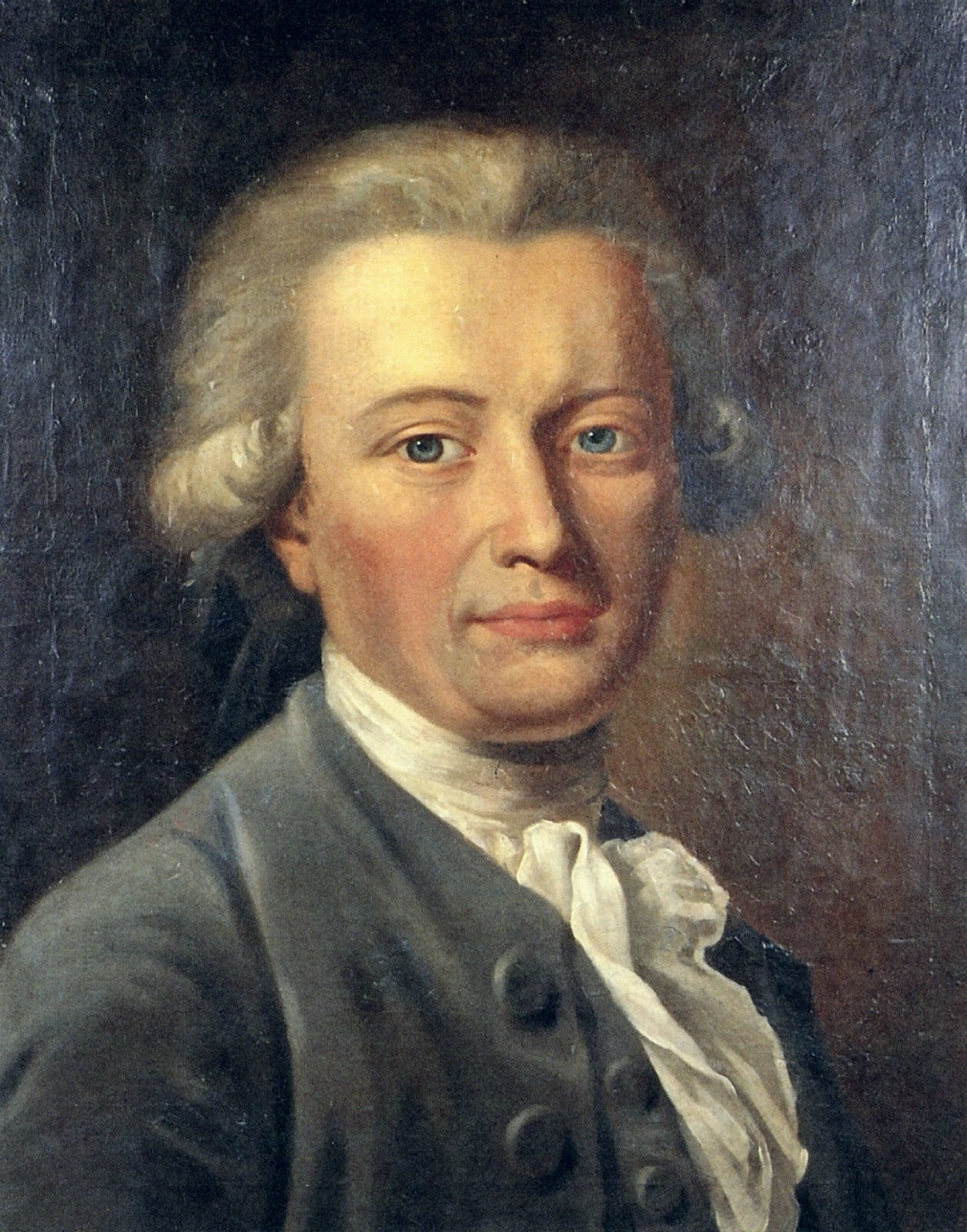
Johann Georg Adam Forster (1754 bei Danzig; 1794 in Paris), deutscher Naturforscher, Ethnologe, Reiseschriftsteller in der Südsee, Journalist und Revolutionär in der Zeit der Aufklärung

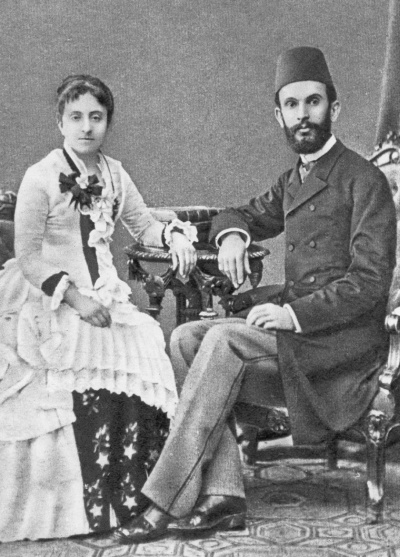
Sami Frashëri (1850 in Albanien; 1904 in Istanbul), albanischer Literat und bedeutender Aktivist der albanischen Nationalbewegung im späten 19. Jahrhundert

- Annemarie Fiedermutz-Laun (* 1939)
- Hans Findeisen (1903–1968)
- Otto Finsch (1839–1917)
- Joseph-Anténor Firmin (1850–1911)
- Raymond Firth (1901–2002)
- Eberhard Fischer (* 1941)
- Hans Fischer (1932–2019)
- Mareile Flitsch (* 1960)
- Daryll Forde (1902–1973)
- Johann Georg Adam Forster (1754–1794), deutscher Ethnologe
- Johann Reinhold Forster (1729–1798)
- Meyer Fortes (1906–1983)
- Reo Franklin Fortune (1903–1979)
- Kathrine S. French (1922–2006)
- Catherine S. Fowler (* 1940)
- Richard W. Franke (* 1944)
- Ronnie Frankenberg (1929–2015)
- Sami Frashëri (1850–1904), albanischer Literat und Aktivist
- James George Frazer (1854–1941)
- Jürgen Wasim Frembgen (* 1955)
- Maurice Freedman (1920–1975)
- Derek Freeman (1916–2001)
- Morton Fried (1923–1986)
- Georg Friederici (1866–1947)
- Jonathan Friedman (?–?)
- Adolf Friedrich (1914–1956)
- Leo Frobenius (1873–1938)
- Peter Fuchs (1928–2020)
- Christoph von Fürer-Haimendorf (1909–1995)

## G
- Leo Gabriel (* 1945)
- Joaquin Galarza (1928–2004)
- Katharina Galor (* 1966)
- Herbert Ganslmayr (1937–1991)
- Viola Garfield (1899–1983)
- Roland Garve (* 1955)
- Albert Samuel Gatschet (1832–1907)
- Clifford Geertz (1926–2006)
- Thomas Geider (1953–2010)
- Alfred Gell (1945–1997)
- Ernest Gellner (1925–1995)
- Arnold van Gennep (1873–1957)
- Richard Gerlach (1899–1973)
- Halleh Ghorashi (* 1962)
- Michel Giacometti (1929–1990)#
- Katya Gibel Mevorach (* 1952)
- William Wyatt Gill (1828–1898)
- Francis James Gillen (1855–1912)
- Andre Gingrich (* 1952)
- Nikolai Michailowitsch Girenko (1940–2004)
- Hallgerður Gísladóttir (1952–2007)
- Bernt Glatzer (1942–2009)
- Max Gluckman (1911–1975)
- Maurice Godelier (* 1934)
- Lélia Gonzalez (1935–1994)
- Edgardo González Niño (1926–2002)
- Juan González de Mendoza (1545–1618)
- Jane C. Goodale (1926–2008)
- Lucy Goodison (* im 20. Jahrhundert)
- Jack Goody (1919–2015)
- Kathleen Gough (1925–1990)
- Virginia Grace (1901–1994)
- David Graeber (1961–2020)
- Fritz Graebner (1877–1934)
- Charlotte von Graffenried (1930–2013)
- Wilhelm Grau (1910–2000)
- Vera Green (1928–1982)
- Ina-Maria Greverus (1929–2017)
- Marcel Griaule (1898–1956)
- George Bird Grinnell (1849–1938)
- Ernst Grosse (1862–1927)
- Wilhelm Grube (1855–1908)
- Gerd Grupe (* 1955)
- Trudi Guda (* 1940)
- Jean Guiart (1925–2019)
- Erna Gunther (1896–1982)
- Martin Gusinde (1886–1969)
- Bruno Gutmann (1876–1966)

## H
- Joachim Otto Habeck (o. A.)
- Eike Haberland (1924–1992)
- Eike Haenel (1938–2018)
- Eduard Hahn (1856–1928)
- Karin Hahn-Hissink (1907–1981)
- Ernst Halbmayer (* 1966)
- Horatio Hale (1817–1896)
- Edward T. Hall (1914–2009)
- Dieter Haller (* 1962)
- Franz Josef Haller (* 1948)
- Ida Halpern(1910–1987)
- Wilfrid Dyson Hambly (1886–1962)
- Paul Hambruch (1882–1933)

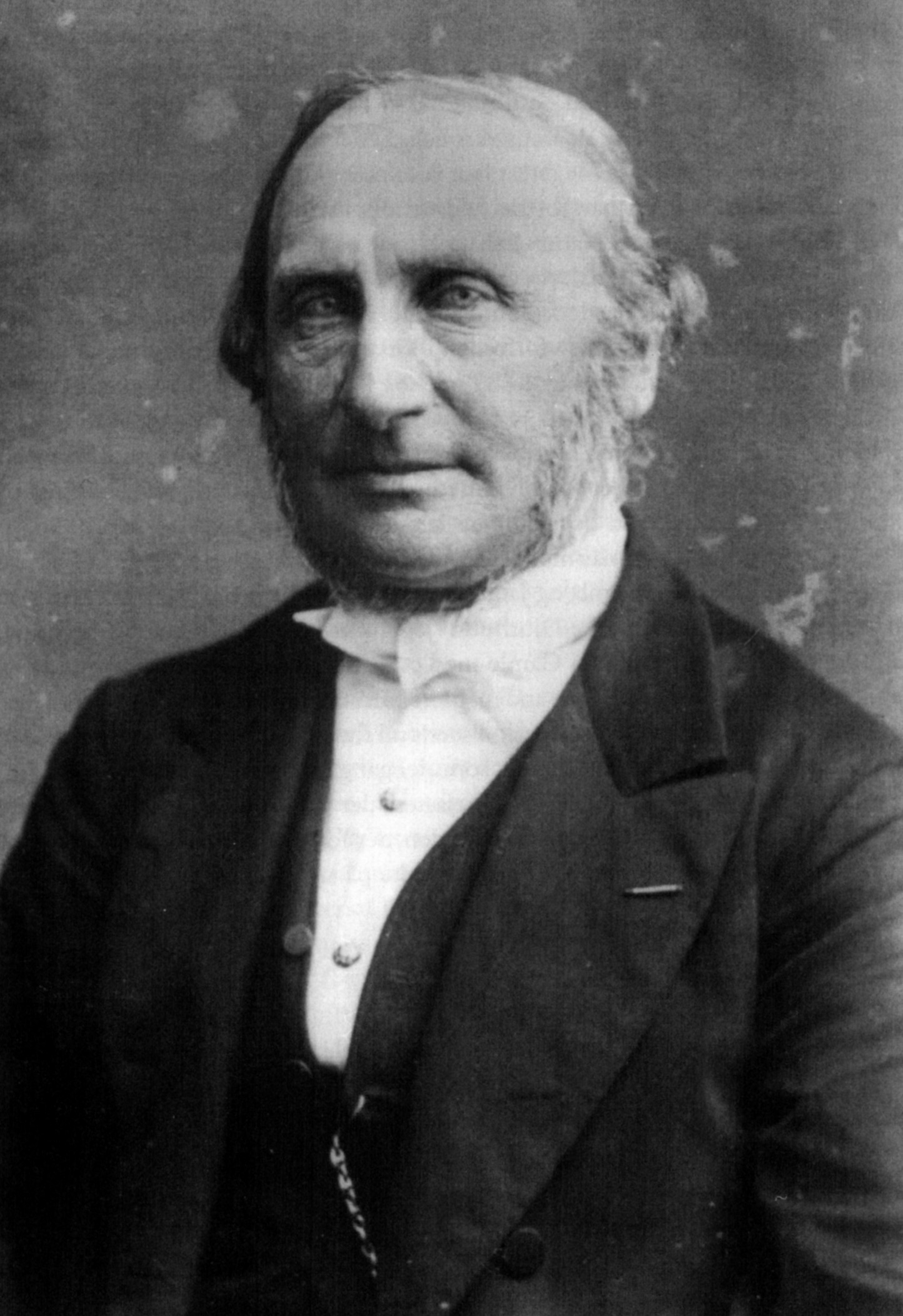
Venceslaus Ulricus Hammershaimb (1819 auf den Färöer-Inseln; 1909 in Kopenhagen), färöischer Pfarrer und Philologe, Begründer der modernen färöischen Schriftsprache

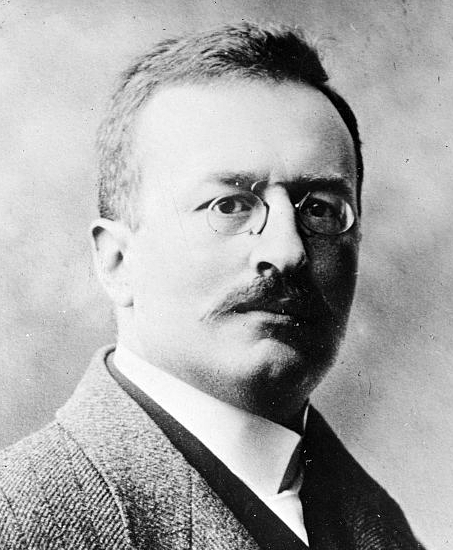
Sven Anders Hedin (1865–1952 in Stockholm), schwedischer Geograph, Entdeckungsreisender in Zentralasien, Reiseschriftsteller, Fotograf und Illustrator eigener Werke

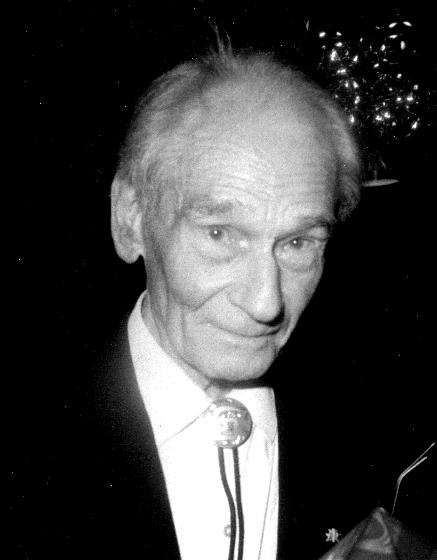
Karl Martin Alexander Helbig (* 1903 in Hildesheim; † 1991 in Hamburg), deutscher Geograph, Ethnologe und Forschungsreisender auf Java, Sumatra, Borneo und in Mittelamerika

- V. U. Hammershaimb (1819–1909), färöischer Pfarrer und Philologe
- Amadou Hampâté Bâ (1900/1901–1991)
- Ernest Hamy (1842–1908)
- Edward Smith Craighill Handy (1892–1980)
- Wanda Hanke (1893–1958)
- Christopher Hann (* 1953)
- Roland Hardenberg (* 1967)
- Volker Harms (* 1941)
- Marvin Harris (1927–2001)
- Günther Hartmann (1924–2012)
- Margaret Hasluck (1885–1948)
- Martin Hassen (1677–1750)
- Thomas Hauschild (* 1955)
- Brigitta Hauser-Schäublin (1944–2025)
- Eberhard Haußmann (1958–2006)
- Artur Hazelius (1833–1901)
- Sven Hedin (1865–1952), schwedischer Asienreisender
- Franz Heger (1853–1931)
- Frank Heidemann (* 1957)
- Wilhelm Hein (1861–1903)
- Robert von Heine-Geldern (1885–1968)
- Hans-Jürgen Heinrichs (* 1945)
- Karl Helbig (1903–1991), deutscher Ethnologe
- Marcel Hénaff (1942–2018)
- Elfriede Hermann (1960–2025)
- Gregorio Hernandéz de Alba (1904–1973)
- Herodot von Halikarnassos (um 484–435/430 v. Chr.)
- George Herzog (1901–1983)
- Rolf Herzog (1919–2006)
- Michael Herzfeld (* 1947)
- Michael Hesch (1893–1979)
- Ferdinand Hestermann (1878–1959)
- Toshitaka Hidaka (1930–2009)
- Carl Hiekisch (1840–1901)
- Martín von Hildebrand (* 1943)
- Clara Himmelheber (* 1970)
- Hans Himmelheber (1908–2003)
- Ulrike Himmelheber (1920–2015)
- Walter Hirschberg (1904–1996)
- Ian Hodder (* 1948)
- Walter Hough (1859–1935)
- Brian Houghton Hodgson (1800–1894)
- Wilhelm Hofmayr (?–?)
- Uno Holmberg-Harva (1882–1949)
- Mihály Hoppál (* 1942)
- Friedrich von Horn Fitz-Gibbon (1919–1958)
- Götz von Houwald (1913–2001)
- Huang Xianfan (1899–1982)
- Hugo Huber (1919–2014)
- Renzo Pi Hugarte (1934–2012)
- Alexander von Humboldt (1769–1859)
- John Henry Hutton (1885–1968)
- Gunnar Olof Hyltėn-Cavallius (1818–1889)

## I
- Ibn Chaldūn (1332–1406), islamischer Historiker und Politiker
- Oskar Iden-Zeller (1879–1925)
- Jürg von Ins (* 1953)
- Andreas Iris (1540–1600)
- Antonio Ive (1851–1937)

## J
- Arnold Jacobi (1870–1948)
- Christian J. Jäggi (* 1952)

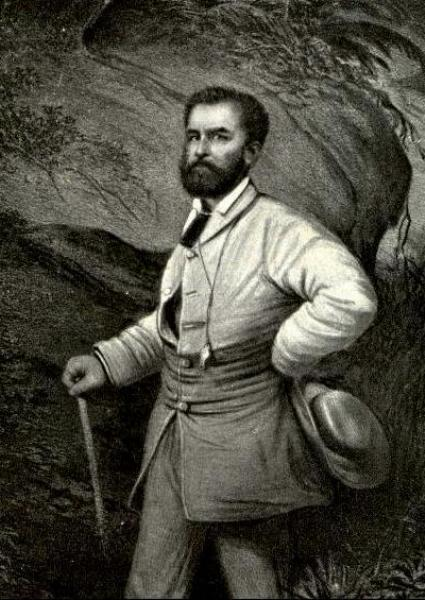
Franz Wilhelm Junghuhn (1809 in Mansfeld; 1864 auf Java), deutscher Arzt, Geologe, Botaniker und Landvermesser in Indonesien und Niederländisch-Indien

- Eliezer Ben-Jehuda (1858–1922), russisch-jüdischer Autor
- Adolf Ellegard Jensen (1899–1965)
- Jürgen Jensen (1938–2025)
- Karl Jettmar (1918–2002)
- Wilhelm Joest (1852–1897)
- Ulla Johansen (1927–2021)
- Basil Johnston (1929–2015)
- Arthur Morris Jones (1889–1980)
- Paul-Ernest Joset (1909–1981)
- Jan Petrus Benjamin de Josselin de Jong (1886–1964)
- Franz Wilhelm Junghuhn (1809–1864), deutscher Asien-Geograph
- Henri-Alexandre Junod (1863–1934)

## K
- Apolo Kagwa (1869–1927)

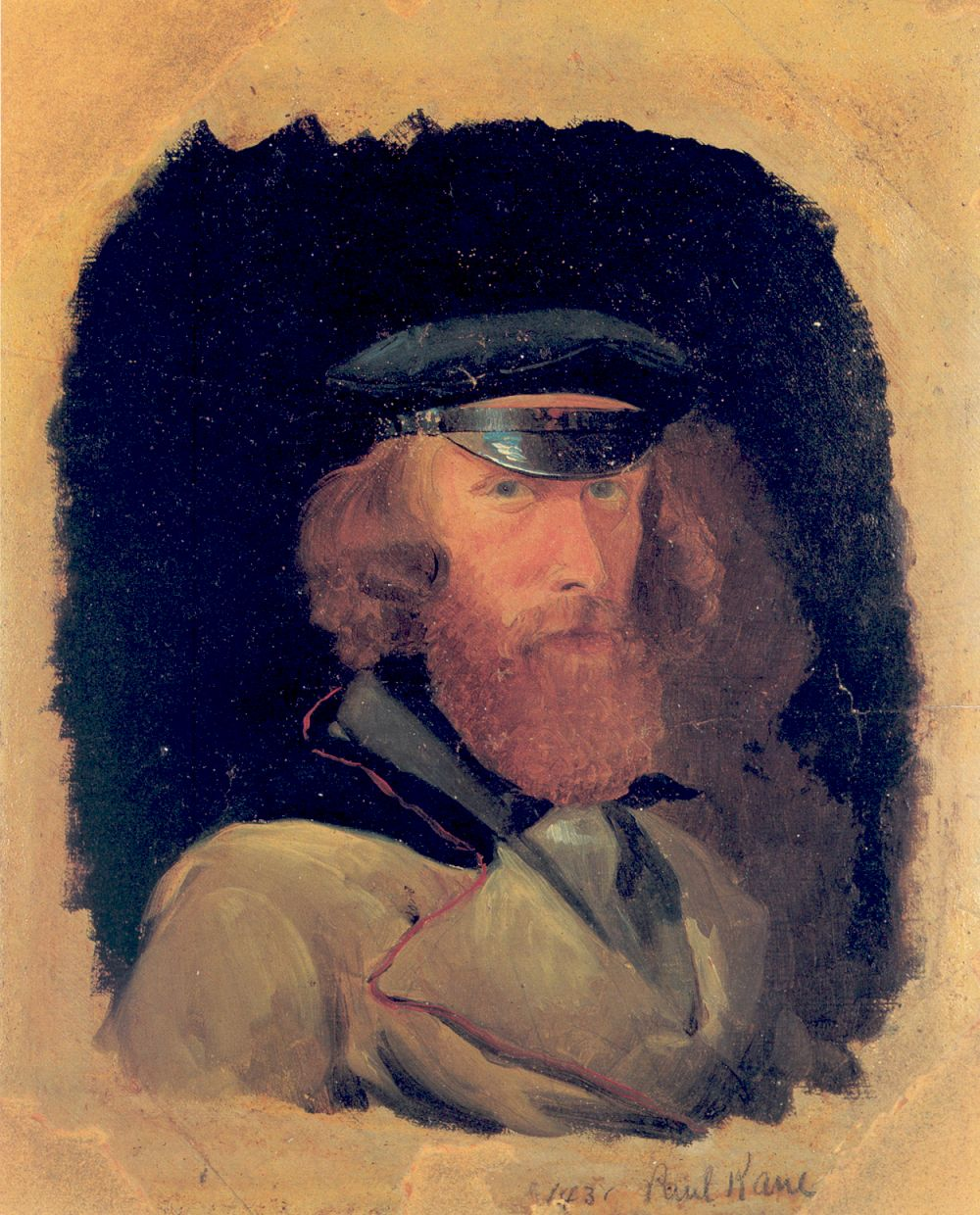
Paul Kane (1810 in Irland; 1871 in Kanada), kanadischer Maler irischer Herkunft, berühmt für seine Gemälde von nordamerikanischen Indianern

- Raimund Friedrich Kaindl (1866–1930)
- Paul Kane (1810–1871), amerikanischer Indianer-Maler
- Felix Philipp Kanitz (1829–1904)
- Bruce Kapferer (* 1940)
- Vuk Stefanović Karadžić (1787–1864)
- Abram Kardiner (1891–1981)
- Eliane Karp (* 1953)
- Rafael Karsten (1879–1956)
- Richard Karutz (1867–1945)
- Nikolai Fjodorowitsch Katanow (1862–1922)
- Ruth Kellermann (1913–1999)
- George Kennan (1845–1924)
- Mary Kingsley (1862–1900)
- Dmitri Alexandrowitsch Klementz (1847–1914)
- Stanisław Klimek (1903–1939)
- Sabine Klocke-Daffa (* 1956)
- Clyde Kluckhohn (1905–1960)
- Wilhelm Knappe (1855–1910)
- Alexander Knorr (* 1970)
- Gerd Koch (1922–2005)
- Lars-Christian Koch (* 1959)
- Theodor Koch-Grünberg (1872–1924)
- Klaus-Peter Koepping (1940–2017)
- Karl-Heinz Kohl (* 1948)
- Ludwig Kohl-Larsen (1884–1969)
- Ulrich Köhler (1937–2016)
- Werner Köhler (1929–2021)
- Peter Kolb (1675–1726)
- Feliks Kon (1864–1941)
- Riena W. Kondo (* 1944)
- Peter-Robert König (* 1959)
- Viola König (* 1952)
- Wolfgang König (1925–1979)
- Wilhelm Koppers (1886–1961)
- Hâmit Zübeyir Koşay (1897–1984)
- August Kościesza-Żaba (1801–1894)
- Lawrence Krader (1919–1998)
- Augustin Krämer (1865–1941)
- Anka Krämer de Huerta (* 1962)
- Fritz W. Kramer (1941–2022)
- Alexander Haggerty Krappe (1894–1947)
- Ulrike Krasberg (* 1950)
- Aurel Krause (1848–1908)
- Fritz Krause (1881–1963)
- Friedrich Salomon Krauss (1859–1938)
- Werner Krauß (* 1957)
- Manfred Kremser (1950–2013)
- Walter Krickeberg (1885–1962)
- Hans Krieg (1888–1970)
- David J. Krieger (* 1948)
- Michail Fomitsch Kriwoschapkin (1825–1900)
- Alfred Kroeber (1876–1960)
- Theodora Kroeber (1897–1979)
- Christine Kron (1962–2017)
- Albert Kropf (1822–1910)
- Esteban Krotz, Stefan Krotz (* 1947)
- Carl Wilhelm Leopold Krug (1833–1898)
- Ludwik Krzywicki (1859–1941)
- Gawriil Wassiljewitsch Ksenofontow (1888–1938)
- Gerhard Kubik (* 1934)
- Don Kulick (?–?)
- Hugo Kunike (1887–1945)
- Liselotte Kuntner (1935–2021)
- Friedrich Kussmaul (1920–2009)
- Karin Kusterer (* 1955)
- Gerdt Kutscher (1913–1979)

## L
- Carol Laderman (1932–2010)
- Francis La Flesche (1857–1932)
- Sture Lagercrantz (1910–2001)
- Alexandru Lambrior (1846–1883)
- Ruth Landes (1908–1991)
- Gunnar Landtman (1878–1940)
- Hans Läng (1919–2012)

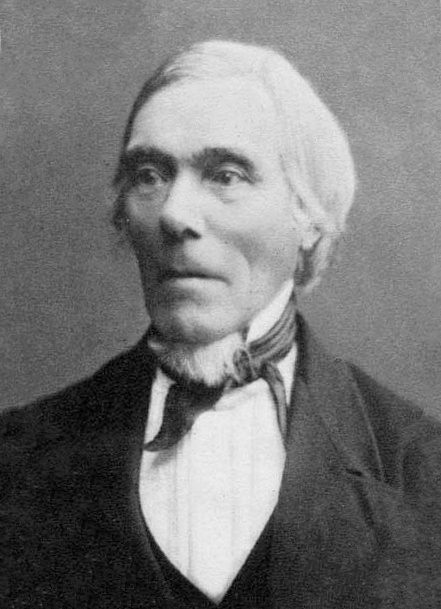
Elias Lönnrot (1802–1884 in Finnland), finnischer Schriftsteller, Philologe und Arzt

- Georg Heinrich von Langsdorff (1774–1852)
- Bartolomé de Las Casas (1484–1566)
- Robert Gordon Latham (1812–1888)
- Reginald Laubin (1903–2000)
- Matthias Laubscher (* 1943)
- Berthold Laufer (1874–1934)
- Henri Lavachery (1885–1972)
- Edmund Leach (1910–1989)
- Henri Lavachery (1885–1972)
- Maurice Leenhardt (1878–1954)
- Otto Lehmann (1865–1951)
- Rudolf Lehmann (1887–1969)
- Robert Lehmann-Nitsche (1872–1938)
- Michel Leiris (1901–1990)
- Aitzpea Leizaola (* 1971)
- Guillaume Lejean (1828–1871)
- Carola Lentz (* 1954)
- Nicolas Leon (1859–1929)
- Paul Leser (1899–1984)
- Kurt Lettner (* 1937)
- Elsy Leuzinger (1910–2010)
- Lucien Lévy-Bruhl (1857–1939)
- Claude Lévi-Strauss (1908–2009)
- Oscar Lewis (1914–1970)
- Li Ji (1896–1979)
- Wolfgang Lindig (1925–2018)
- Ferdinand Linnus (1895–1942)
- Ralph Linton (1893–1953)
- Eva Lips (1906–1988)
- Julius Lips (1895–1950)
- Jacques Lizot (1938–2022)
- Lucy Lloyd (1834–1914)
- Karl Christian von Loesch (1880–1951)
- Lorenz G. Löffler (1930–2013)
- Orvar Löfgren (* 1943)
- Andreas Lommel (1912–2005)
- Elias Lönnrot (1802–1884), finnischer Philologe und Schriftsteller
- Iwan Alexejewitsch Lopatin (1888–1970)
- Barry Lopez (1945–2020)
- Éveline Lot-Falck (1918–1974)
- Robert Lowie (1883–1957)
- Steven Loza (* 1952)
- Andreas Lüderwaldt (* 1944)
- Ute Luig (* 1944)
- Carl Sophus Lumholtz (1851–1922)
- Katharine Luomala (1907–1992)
- Felix von Luschan (1854–1924)

## M

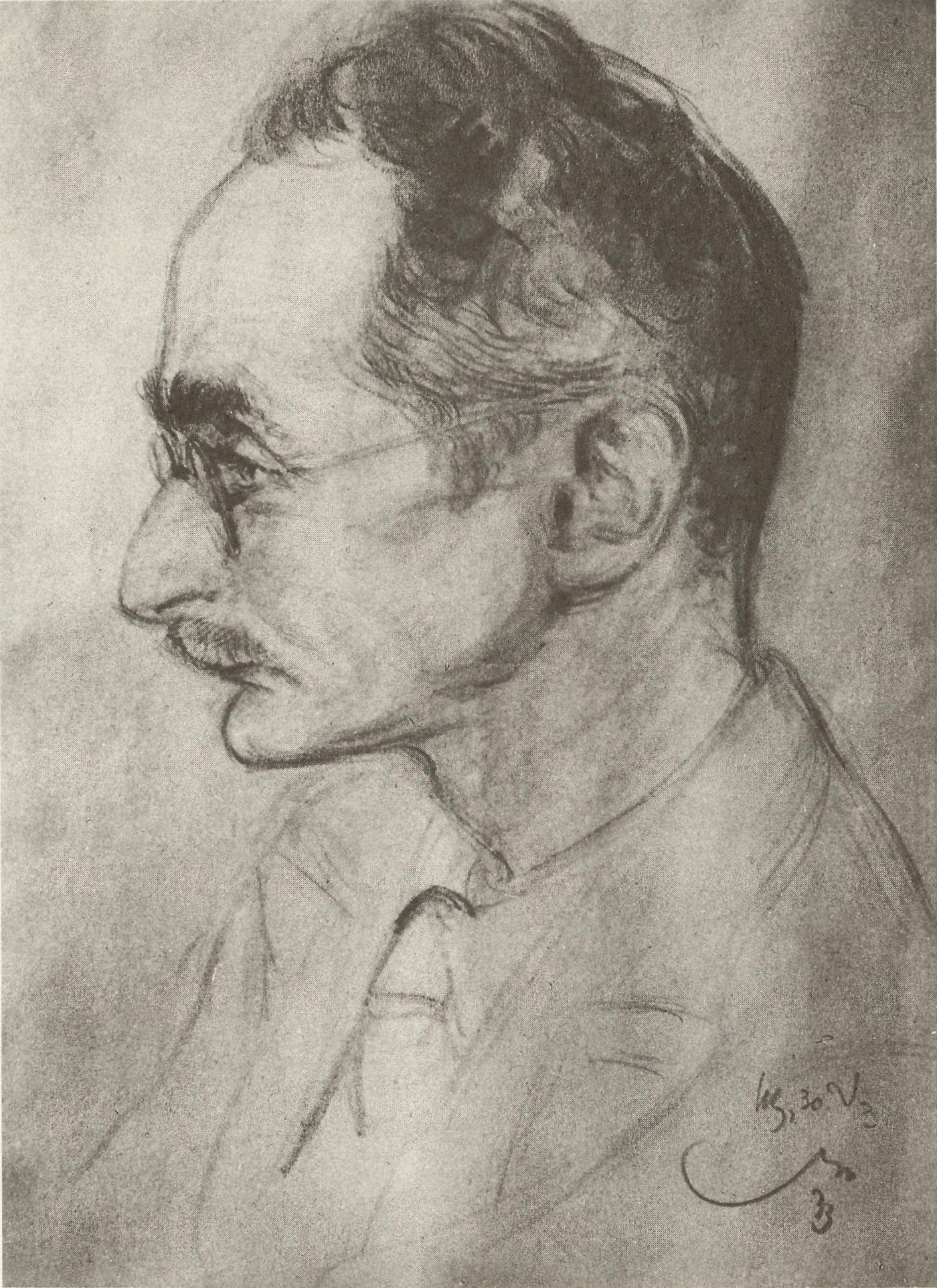
Paul Maas (1880 in Frankfurt am Main; 1964 in Oxford), deutscher Altphilologe und Byzantinist, bekannt für seine Arbeiten zur griechischen Metrik und zur Textkritik

- Christian Maclagan (1811–1901)
- Henry Maine (1822–1888)
- Bronisław Malinowski (1884–1942)
- Xanthé Mallett (* 1976)
- George E. Marcus
- Joyce Marcus (* 1948)
- Robert Ranulph Marett (1866–1943)
- Gennadi Markow (1923–2018)
- McKim Marriott (1924–2024)
- Adeline Masquelier (* 1960)
- Herta Maurer-Lausegger (* 1953)
- Marcel Mauss (1872–1950)
- Ursula McConnel (1888–1957)
- Margaret Mead (1901–1978)
- Claude Meillassoux (1925–2005)
- Carl Meinhof (1857–1944)
- Brigitte Menzel (1930–1998)
- Joan Metge (* 1930)
- Alfred Métraux (1902–1963)
- Katya Gibel Mevorach (* 1952)
- Suzanna W. Miles (1922–1966)
- Sidney Mintz (1922–2015)
- J. Clyde Mitchell (1918–1995)
- Ruth Mohrmann (1945–2015)
- Lewis Henry Morgan (1818–1881)
- Fritz Morgenthaler (1919–1984)
- Max Moszkowski (1873–1939)
- Hermann Mückler (* 1964)
- Wilhelm Emil Mühlmann (1904–1988)
- Ernst Wilhelm Müller (1925–2013)
- Klaus E. Müller (1935–2021)
- Wolfgang Müller (1953–2001)
- Mark Münzel (* 1943)
- George P. Murdock (1897–1985)
- Barbara Myerhoff (1935–1985)

## N
- Siegfried Ferdinand Nadel (1903–1956)
- Maya Nadig (1946)
- Horst Nachtigall (1924–2013)
- Ingo Nentwig (1960–2016)
- Hans Nevermann (1902–1982)
- Annegret Nippa (* 1948)
- Karl Anton Nowotny (1904–1978)

## O
- Jean-Pierre Olivier de Sardan (* 1941)
- Lila O’Neale (1886–1948)
- Aihwa Ong (* 1950)
- Michael Oppitz (* 1942)
- Sherry B. Ortner (* 1941)
- Gonzalo Fernández de Oviedo (1478–1557)

## P
- Makereti Papakura (1873–1930)
- Hans-Joachim Paproth (1942–2007)

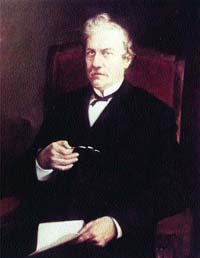
Konstantinos Paparrigopoulos (1815 in Konstantinopel; 1891 in Athen), griechischer Historiker und Publizist, gilt als Begründer der neugriechischen Geschichtsschreibung

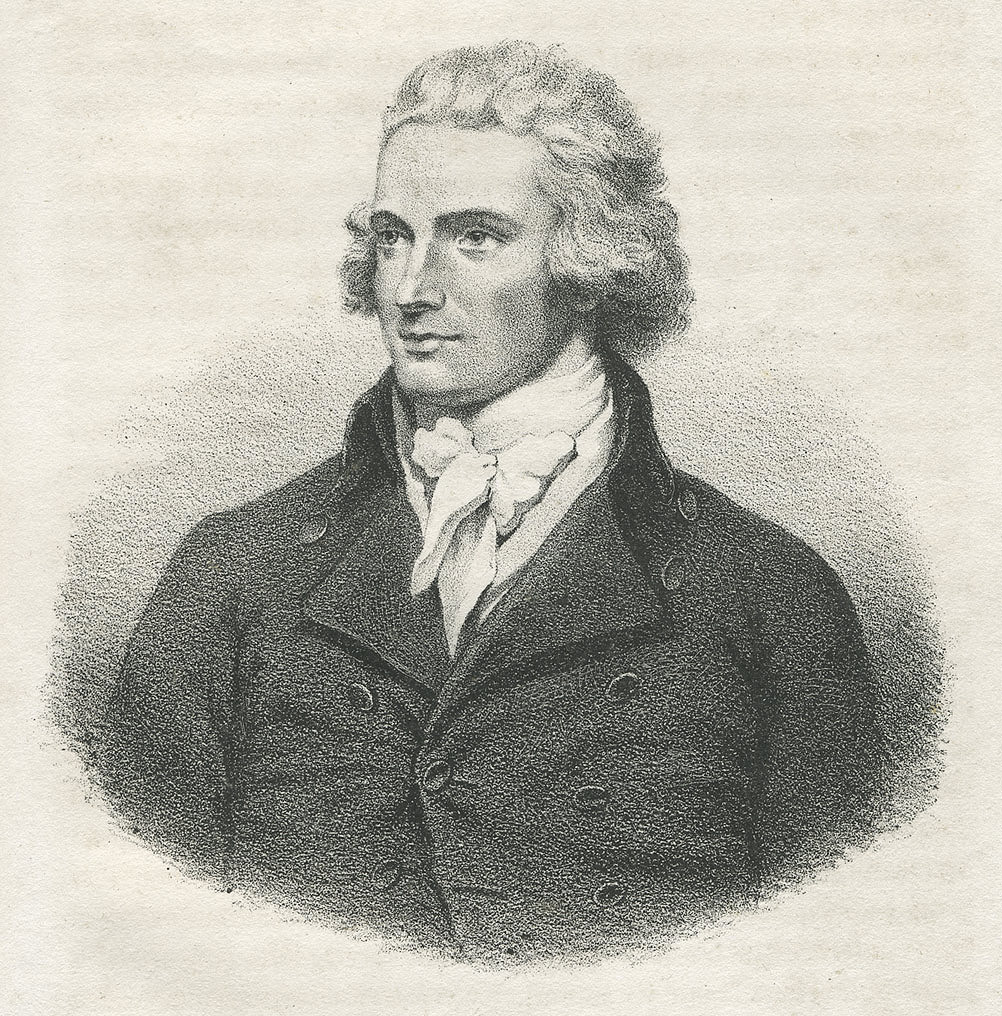
Mungo Park (1771 in Schottland; 1806 in Nigeria), britischer Afrikareisender

- Mungo Park (1771–1806), britischer Afrikareisender
- Clara Passafari (1930–1994)
- Gertrud Pätsch (1910–1994)
- Denise Paulme (1909–1998)
- Lisa Peattie (1924–2018)
- Georg Pfeffer (1943–2020)
- Sarah Pink (* 1966)
- Dolores R. Piperno (1949)
- Julian Pitt-Rivers (1919–2001)
- Hans Plischke (1890–1972)
- Erich Friedrich Podach (1894–1967)
- Karla Poewe (* 1941)
- Jean Polet (* 1944)
- Angelina Pollak-Eltz (1932–2016)
- Hortense Powdermaker (1896–1970)
- Hanns J. Prem (1941–2014)
- Konrad Theodor Preuss (1869–1938)
- Anna Pujol Puigvehí (* 1947)

## Q
- Fátima Quintas (* 1944)

## R
- Alfred Radcliffe-Brown (1881–1955)
- Paul Radin (1883–1959)
- Helga Rammow (* 1925)
- Roy Rappaport (1926–1997)
- Helga Raschke (* 1935)
- Knud Rasmussen (1879–1933)
- Christian Rätsch (1957–2022)
- Friedrich Ratzel (1844–1904)
- Johannes W. Raum (1931–2014)
- Otto F. Raum (1903–2002)
- Sohini Ray (* 1966)
- Otto Reche (1879–1966)
- Robert Redfield (1897–1958)
- Franz Remmel (1931–2019)
- Barbara Renz (1863–1955)
- Hans Rhotert (1900–1991)
- Audrey I. Richards (1899–1984)
- Julien Ries (1920–2013)
- Berthold Riese (* 1944)
- Wilhelm Heinrich Riehl (1823–1897)
- Signe Rink (1836–1909)
- William Halse R. Rivers (1864–1922)
- Sidney Robertson Cowell (1903–1995)
- Eslanda Goode Robeson (1895–1965)
- Michelle Rosaldo (1944–1981)
- Renato Rosaldo (* 1941)
- Katherine Routledge (1866–1935)
- Clémence Royer (1830–1902)
- Bernard Rudofsky (1905–1988)
- Wolfgang Rudolph (1921–1999)

## S
- Anna Sadurska (1921–2004)

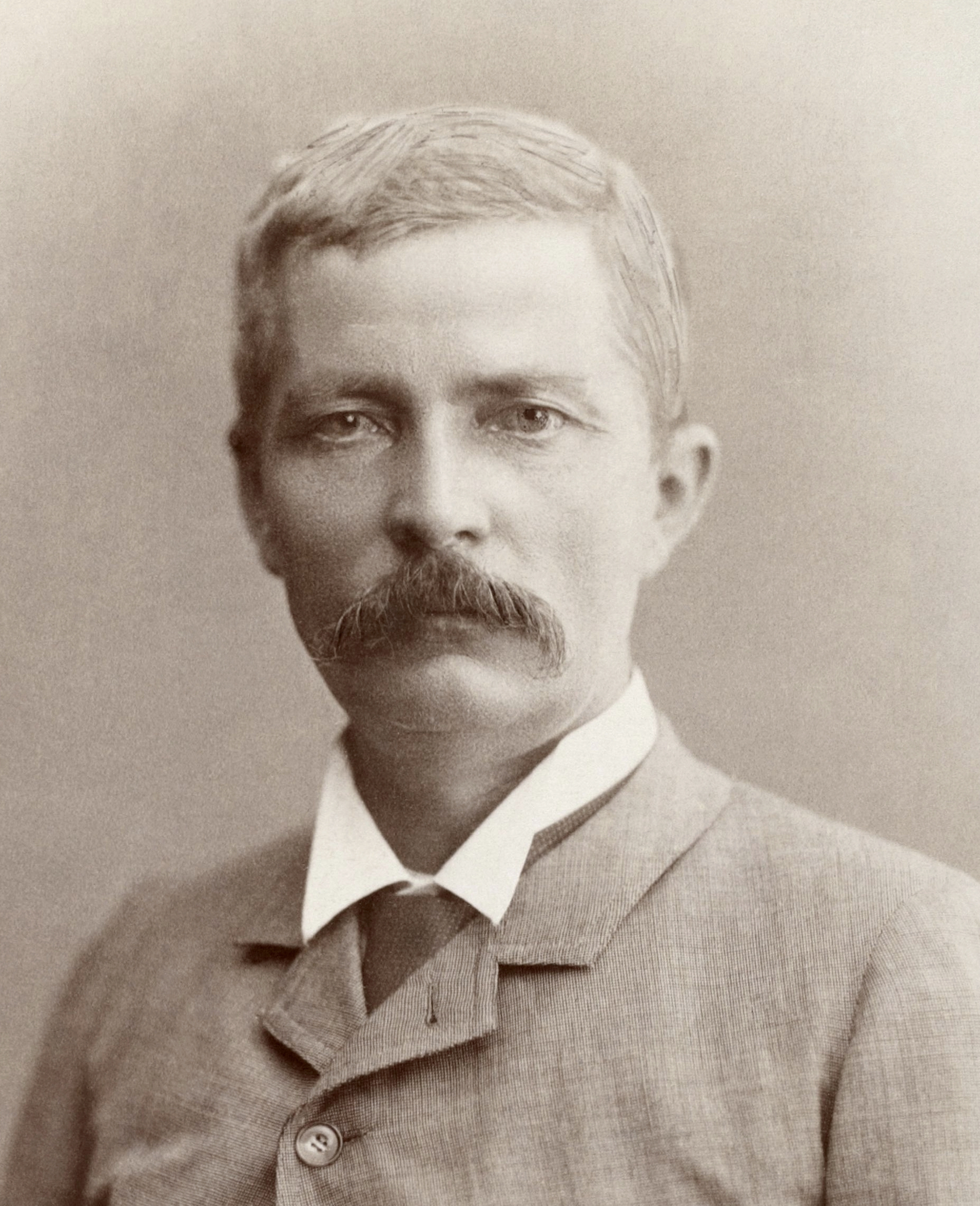
Henry Morton Stanley (1841 in Wales; 1904 in London), britisch-amerikanischer Journalist, Afrikaforscher und Buchautor

- Bernardino de Sahagún (≈1499–1590)
- Marshall Sahlins (1930–2021)
- Anne Salmond (* 1945)
- Jane Samson (* 1962)
- Heleen Sancisi-Weerdenburg (1944–2000)
- Edward Sapir (1884–1939)
- Louis Sarno (1954–2017)
- Isaac Schapera (1905–2003)
- Reimar Schefold (* 1938)
- Markus Schindlbeck (* 1949)
- Sergei Michailowitsch Schirokogorow (1887–1939)
- Otto Schlaginhaufen (1879–1973)
- Erhard Schlesier (1926–2018)
- Karl H. Schlesier (1927–2015)
- Katesa Schlosser (1920–2010)
- Johannes Dietrich Eduard Schmeltz (1839–1909)
- Marianne Schmidl (1890–1942)
- Wilhelm Schmidt (1868–1954)
- Carl August Schmitz (1920–1966)
- David Schneider (1918–1995)
- Rüdiger Schott (1927–2012)
- Katharina Schramm
- Meinhard Schuster (1930–2021)
- Thomas Schweizer (1949–1999)
- Nils Seethaler (* 1981)
- Irmgard Sellnow (1922–2010)
- Elman Service (1915–1996)
- Lida Shaw King (1868–1932)
- Dorothy Shineberg (1927–2004)
- Cris Shore
- Marjorie Shostak (1945–1996)
- Hinrich Siuts (* 1932)
- Barbara Smuts (* 1950)
- Günther Spannaus (1901–1984)
- Henry Morton Stanley (1841–1904), britisch-amerikanischer Afrikaforscher
- Wladimir Sergejewitsch Starikow (1919–1987)
- Alison Spedding (* 1962)
- Hans Peder Steensby (1875–1920)
- Karl von den Steinen (1855–1929)
- Irmtraud Stellrecht (* 1943)
- Sara Yorke Stevenson (1847–1921)
- Julian Haynes Steward (1902–1972)
- Otto Stoll (1849–1922)
- Marilyn Strathern (* 1941)
- Bernhard Streck (* 1945)
- Ivo Strecker (* 1940)
- Bernhard Struck (1888–1971)
- William C. Sturtevant (1926–2007)
- Mary Hamilton Swindler (1884–1967)

## T
- Stanley Tambiah (1929–2014)
- Minou Tavárez Mirabal (* 1956)
- Franz Termer (1894–1968)
- Alla Ter-Sarkisjants (1937–2019)
- Günther Tessmann (1884–1969)
- Germaine Tillion (1907–2008)
- Georg Thilenius (1868–1937)
- Hilde Thurnwald (1890–1979)
- Richard Thurnwald (1869–1954)
- Sergei Tokarew (1899–1985)
- Dietrich Treide (1933–2008)
- Hermann Trimborn (1901–1986)
- Mildred Trotter (1899–1991)
- Nikolai Sergejewitsch Trubetzkoy (1890–1938)
- Colin M. Turnbull (1924–1994)
- Victor Turner (1920–1983)
- Stephen A. Tyler (1932–2020)
- Edward Tylor (1832–1917)

## U
- Heinrich Ubbelohde-Doering (1889–1972)
- Max Uhle (1856–1944)
- Curt Unckel (1883–1945)
- Ruth Underhill (1883–1984)

## V
- László Vajda (1923–2010)
- Han F. Vermeulen (* 1952)
- Giambattista Vico (1668–1744)
- Alfred Vierkandt (1867–1953)
- Rudolf Virchow (1821–1902)

## W
- Günter Wagner (1908–1952)
- Theodor Waitz (1821–1864)
- Hans J. Wehrli (1871–1945)
- Gene Weltfish (1902–1980)
- Gisela Welz (* 1960)
- Diedrich Westermann (1875–1956)
- Siegrid Westphal-Hellbusch (1915–1984)
- Karl Weule (1864–1926)
- Leslie White (1900–1975)
- Maximilian zu Wied-Neuwied (1782–1867)
- Hans Alexander Winkler (1900–1945)
- Paul Wirz (1892–1955)
- Clark Wissler (1870–1947)
- Boris Jakowlewitsch Wladimirzow (1884–1931)
- Eric R. Wolf (1923–1999)
- Wilhelm Wundt (1832–1920)

## X
…

## Y
…

## Z
- Otto Zerries (1914–1999)
- Jürgen Zwernemann (1929–2022)